# نايجل فينش
نايجل فينش (بالإنجليزية: Nigel Finch)‏ هو مخرج بريطاني، ولد في 1 أغسطس 1949، وتوفي في 14 فبراير 1995.

## وصلات خارجية
- نايجل فينش على موقع IMDb (الإنجليزية)
- نايجل فينش على موقع ألو سيني (الفرنسية)
- نايجل فينش على موقع أول موفي (الإنجليزية)
- نايجل فينش على موقع قاعدة بيانات الأفلام السويدية (السويدية)
- نايجل فينش على موقع قاعدة بيانات الفيلم (الإنجليزية)
- نايجل فينش على موقع كينوبويسك (الروسية)